# Birdy (Peter-Gabriel-Album)
Birdy ist das erste Soundtrack-Album des englischen Singer-Songwriters und Rock-Musikers Peter Gabriel und sein sechstes Album insgesamt.

## Veröffentlichung
Es wurde im März 1985 von Geffen Records und Charisma Records als Soundtrack für den Film Birdy veröffentlicht. Das Album markierte Gabriels erste Zusammenarbeit mit dem Produzenten Daniel Lanois. Im Jahr 2002 wurde es mit dem Großteil von Gabriels Musikkatalog neu gemastert.
Für den Soundtrack komponierte Gabriel nicht nur neue Stücke, sondern verwendete auch instrumentale Themen und Abschnitte aus früheren Werken, die die Grundlage für einige Titel bildeten. Es gab jedoch keine Lieder mit Text auf dem Album.

## Entstehung
Peter Gabriel geht es bei seiner Musik viel um die Erschaffung von Stimmung, Atmosphären und Gefühlswelten. Der Liedtexter Horst Königstein beschreibt das als „komponieren von Hörfilmen“. Das ist genau die Aufgabe einer Filmmusik. Regisseur des Filmes Birdy, Alan Parker fand die Musik von Peter Gabriel passend für seinen Film und fragte bei ihm deswegen wegen der Erstellung des Filmsoundtracks an. Peter Gabriel stand am Anfang seiner Karriere vor der Wahl die London School of Film Technique (LFS) zu besuchen oder seiner Karriere als Musiker weiterzufolgen und fand diese Einladung deswegen sehr interessant, auch weil Parker, wie später auch Martin Scorsese, mit dem er später bei Passion: Music for The Last Temptation of Christ von 1989 zusammenarbeitete, ein besonderes Gespür für die Musik hatte.
Alan Parker sagte 2010 gegenüber dem Prog-Magazin über die Zusammenarbeit mit Gabriel:

„Wir haben uns so gut verstanden, er ist so ein netter Mann. Es war so eine erfrischende Abwechslung zur Arbeit mit Größenwahnsinnigen wie Roger Waters. Peters Plattenfirma war anfangs sehr schwierig, und so rief ich sie an, um zu fragen, ob es ihnen etwas ausmachen würde, wenn Peter sich ein wenig Zeit dafür nähme, und sie sagten, solange es nicht länger als ein paar Monate dauere, weil Peter bereits ein Jahr zu spät sei oder so. Er hatte starke Ansichten, und ich hätte ihn nie dazu überreden können, etwas zu tun, womit er sich nicht wohlfühlte, aber wir hatten keine Konfrontation als solche.“

## Titelliste
Alle Titel wurden von Peter Gabriel geschrieben.
1. At Night – 2:38
2. Floating Dogs – 2:55
3. Quiet and Alone – 2:30
4. Close Up (from Family Snapshot) – 0:55
5. Slow Water – 2:51
6. Dressing the Wound – 4:06
7. Birdy's Flight (from Not One of Us) – 2:58
8. Slow Marimbas – 3:21
9. The Heat (from The Rhythm of the Heat) – 4:41
10. Sketch Pad with Trumpet and Voice – 3:05
11. Under Lock and Key (from Wallflower) – 2:28
12. Powerhouse at the Foot of the Mountain (from San Jacinto) – 2:19

## Mitwirkende

### Musiker
- Ekome Dance Company – Trommel
- Manny Elias – Schlagzeug
- Larry Fast – Keyboard
- Peter Gabriel – Keyboard
- John Giblin – Bassgitarre, Kontrabass
- Jon Hassell – Trompete
- Tony Levin – Bassgitarre, Begleitgesang, Kontrabass
- Jerry Marotta – Perkussion, Schlagzeug
- Morris Pert – Perkussion, Schlagzeug
- David Rhodes – Begleitgesang, E-Gitarre

### Technisches Personal
- Greg Fulginiti – Mastering-Ingenieur
- Peter Gabriel – Songwriter, Produktion
- Daniel Lanois – Produktion
- David Stallbaumer – zusätzlicher Toningenieur

## Rezeption

### Rezensionen
Das Album Birdy wurde am 18. März 1985 veröffentlicht und erreichte Platz 51 der UK-Albumcharts und Platz 162 der US Billboard 200. Die kommerzielle Leistung verdeutlichte Gabriels starke Kultanhängerschaft, so der Biograf Daryl Easlea im Jahr 2018, der hinzufügte, dass die Spitzenwerte der Charts „immer noch ziemlich beeindruckend sind für ein Album, das im Wesentlichen aus Klangcollagen besteht“. In seiner Rezension bemerkte der Rolling Stone, dass das Album „der Stimmung gegenüber dem melodischen Inhalt“ den Vorrang gab.
Tom Demalon von AllMusic bezeichnete das Album in einem Rückblick als „gelungenes Begleitstück“ zu Alan Parkers Film, das einen „stimmungsvollen und beschwörenden“ Hintergrund bietet. Er merkte an, dass viele der Titel Elemente von Peter Gabriels viertem Album von 1982 enthielten und warnte, dass das Album Hörer enttäuschen würde, die Gabriels eher poplastiges Material erwarteten, sagte aber, dass „seine meditative Natur es zu einem guten, nachdenklichen Hörerlebnis für die Abenteuerlustigen macht.“
Steven Grant und Ira Robbins, die für Trouser Press schrieben, wiesen ebenfalls auf die Mischung aus neuem Material und Bearbeitungen früherer Aufnahmen hin und waren der Meinung, dass „auch wenn es ungewöhnlich ist, von jemandem, der so sehr für seine Vokalmusik bekannt ist, ein durchgehendes Instrumentalwerk zu hören, so ist die Partitur doch hörbar identifizierbar und bietet einen faszinierenden Einblick in sein Anpassungsdenken“. Sie bezeichneten es als „[ein] stark berührendes Werk, eine große Herausforderung, die mit Stil und Charakter bewundernswert gemeistert wurde“.
Colin Larkin beschrieb es in The Encyclopedia of Popular Music als „eindringlichen Soundtrack“, während Martin C. Strong in The Great Rock Discography schrieb, wie Gabriel früheres Material mit „beeindruckendem Effekt“ in „atmosphärische Stimmungsstücke“ verwandelte. Birdy wurde 2017 auf Vinyl neu aufgelegt; John Lewis beschrieb Birdy in seiner Rezension für Uncut als „interessant, aber fragmentarisch“, hob aber den Titel Birdy's Flight als schweres, schlagzeuglastiges Instrumentalstück hervor, das auf Not One of Us basiert. Er wies auch auf die Bedeutung des Albums hin und sagte: „Viele der Techniken, die auf Birdy erforscht wurden - insbesondere die Experimente mit Ambient-Sound auf Dressing the Wound und Sketchpad with Trumpet and Voice - legten den Grundstein für das Album So, und beide Projekte teilten sicherlich viele der gleichen Mitarbeiter“.

### Charts und Chartplatzierungen
| ChartsChartplatzierungen       | Höchstplatzierung | Wochen |
| ------------------------------ | ----------------- | ------ |
| Vereinigtes Königreich (OCC)   | 51 (3 Wo.)        | 3      |
| Vereinigte Staaten (Billboard) | 162 (7 Wo.)       | 7      |

## In der Popkultur
Der Titel Birdy’s Flight wurde später von dem Hongkonger Filmregisseur John Woo als Teil der Filmmusik zu seinen Filmen A Better Tomorrow und A Better Tomorrow 2 verwendet. Andere Teile des Stücks wurden 1986 in Tsui Harks Film Peking Opera Blues verwendet. Das Stück The Heat wurde 1994 im Film Natural Born Killers von Oliver Stone und im Kinotrailer des Films Tombstone von 1993 verwendet.